# Leptosiphon pachyphyllus
Leptosiphon pachyphyllus là một loài thực vật có hoa trong họ Polemoniaceae. Loài này được (R. Patt.) J.M. Porter & L.A. Johnson mô tả khoa học đầu tiên năm 2000.